# Острів Кокос
О́стрів Коко́с або Коко́совий о́стрів (ісп. Isla del Coco) — один з островів Тихого океану, розташований за 500 км від західного узбережжя Коста-Рики. Близько 650 км на південний захід від острова розташовані Галапагоські острови. Площа острова — 23,85 км². Він має приблизно прямокутну форму розмірами 8×3 км. Його периметр близько 21 км. Острів належить Коста-Риці та адміністративно становить департамент № 10, один із 16 департаментів кантону Пунтаренас провінції Пунтаренас. Острів укритий джунглями, морське дно — вулканічними породами, на яких буйно ростуть водорості. Острів дуже популярний серед водолазів-аматорів через велике біорізноманіття у прибережних водах. Територія острова та прибережних вод займає «Національний парк Острів Кокос», що його охороняє флору й фауну. З 1997 року парк входить до списку об'єктів Світової спадщини ЮНЕСКО. У бухті Вейфер на північному узбережжі острова діє наукова станція Вейфер (Estación Wafer). Острів прославили легенди про поховані тут скарби піратів, які так і не знайшли.

## Географія

### Розташування
Острів Кокос належить Коста-Риці та входить до складу провінції Пунтаренас, утворюючи 10-й департамент кантону Пунтаренас (із 16). Острів розташований у Тихому океані, приблизно за 550 км (340 миль) від узбережжя. Загальна площа становить близько 23,85 км². Формою острів нагадує прямокутник зі сторонами близько 3 км у напрямку приблизно з півночі на південь та близько 8 км у напрямку захід-схід.

### Клімат
Острів лежить у межах Екваторіальної конвергентної зони, тому більшу частину року постійно спостерігається хмарна погода та дощі, за винятком короткого й відносно сухого сезону з січня по березень. Середня кількість опадів становить близько 6 000 мм на рік і може досягати 1000 мм на місяць у травні та червні. Найвища середньорічна температура — 27,6 °C, середня мінімальна — 23,1 °C. Температура на рівні моря — 25,5 °C, зростаючи на 0,4° кожні 100 метрів висоти. Температура поверхні води становить від 29 °C до 30 °C, а амплітуда припливів — близько 2 м.
| Клімат острова Кокос                             | Клімат острова Кокос | Клімат острова Кокос | Клімат острова Кокос | Клімат острова Кокос | Клімат острова Кокос | Клімат острова Кокос | Клімат острова Кокос | Клімат острова Кокос | Клімат острова Кокос | Клімат острова Кокос | Клімат острова Кокос | Клімат острова Кокос | Клімат острова Кокос |
| Показник                                         | Січ.                 | Лют.                 | Бер.                 | Квіт.                | Трав.                | Черв.                | Лип.                 | Серп.                | Вер.                 | Жовт.                | Лист.                | Груд.                | Рік                  |
| Абсолютний максимум, °C                          | 32                   | 32                   | 32                   | 32                   | 31                   | 30                   | 30                   | 30                   | 30                   | 30                   | 31                   | 32                   | 32                   |
| Середній максимум, °C                            | 29                   | 30                   | 30                   | 29                   | 28                   | 28                   | 27                   | 27                   | 28                   | 28                   | 28                   | 29                   | 28                   |
| Середня температура, °C                          | 27                   | 27                   | 27                   | 27                   | 27                   | 26                   | 26                   | 26                   | 26                   | 26                   | 26                   | 27                   | 26                   |
| Середній мінімум, °C                             | 24                   | 25                   | 25                   | 25                   | 25                   | 24                   | 23                   | 23                   | 23                   | 23                   | 24                   | 24                   | 24                   |
| Абсолютний мінімум, °C                           | 21                   | 20                   | 20                   | 19                   | 19                   | 20                   | 20                   | 18                   | 18                   | 20                   | 19                   | 21                   | 18                   |
| Норма опадів, мм                                 | 210                  | 175                  | 210                  | 500                  | 650                  | 550                  | 600                  | 540                  | 580                  | 410                  | 400                  | 300                  | 5125                 |
| Днів з опадами                                   | 11                   | 12                   | 15                   | 14                   | 14                   | 16                   | 16                   | 13                   | 10                   | 8                    | 8                    | 8                    | 145                  |
| Вологість повітря, %                             | 80                   | 80                   | 80                   | 85                   | 80                   | 80                   | 80                   | 80                   | 80                   | 75                   | 80                   | 75                   | 79.6                 |
| ------------------------------------------------ | -------------------- | -------------------- | -------------------- | -------------------- | -------------------- | -------------------- | -------------------- | -------------------- | -------------------- | -------------------- | -------------------- | -------------------- | -------------------- |
| Джерело: Weatherbase, Climates to travel (опади) |                      |                      |                      |                      |                      |                      |                      |                      |                      |                      |                      |                      |                      |

### Геологія

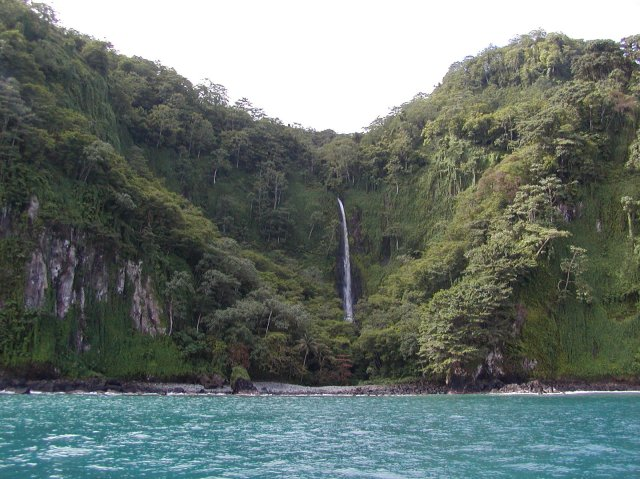
Один з водоспадів острова

В основі острова лежить літосферна плита Кокос (що отримала назву завдяки цьому острову). Калій-аргоновий метод ізотопного датування показав, що формування острова відбулося близько 1,91—2,44 мільйона  років тому (протягом пізнього пліоцену). У своїй основі острів Кокос складений з базальту, що дозволяє з упевненістю говорити про його вулканічне походження — розжарена лава застигла над поверхнею океану, сформувавши невеликий шматочок твердої поверхні. Поверхня острова гориста. Найвищою точкою є гора Серро-Іґлесіас, що підіймається на 634 або за іншими даними 771 м.
Гори здебільшого розташовані на узбережжі. Центральна частина острова займає рівнинне плато заввишки близько 200—260 м над рівнем моря. Берегова лінія сильно порізана. Зазвичай виділяють дві великі затоки: Чатем — на північно-східному боці острова; Вейфер — на північно-західному. Найбільші річки — Геніо і Піттієр, які впадають в океан біля бухти Вейфер. На острові близько 200 водоспадів, у сезон дощів їх стає значно більше. Ґрунтовий покрив утворився унаслідок руйнування й вивітрювання скельної породи, й складається з суміші глини, піску і дрібних каменів, (т. зв. ентісоль) відрізняється кислою реакцією, легко вимивається тропічними зливами, особливо на гірських схилах, де ерозія не стримується рослинністю.

## Флора і фауна

### Флора

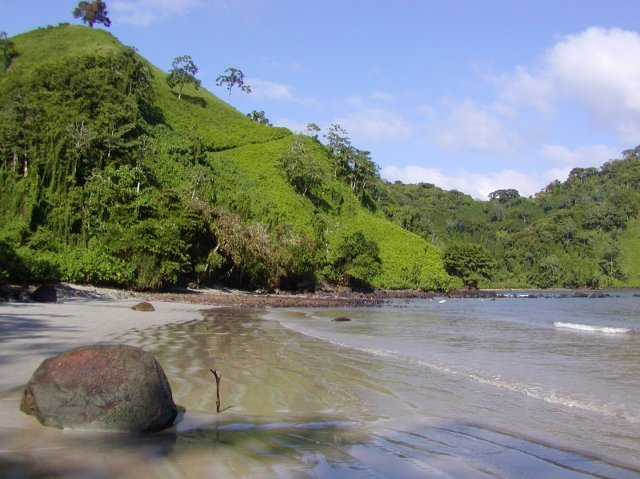
Прибережна рослинність у бухті Чатем

Рослинність острова дещо бідніша, ніж найближчі ділянки материка, проте багато в чому унікальна, містить чимало ендемічних видів, що послужило однією з причин того, що острів оголосили природоохоронною територією. Зокрема, з 235 видів насінних рослин острова, щонайменше 70 трапляються тільки тут. Серед інших рослин тут 74 види хвощів і папоротеподібних, 128 видів лишайників і мохів, 90 видів вищих грибів і 41 вид плісняви, при тому, що досліджена місцева флора далеко не повністю.

### Ліси
Рослинність острова представлена трьома типами тропічних лісів: рівнинні тропічні ліси, гірські тропічні ліси та гірські туманні тропічні ліси.

#### Рівнинні тропічні ліси
Рівнинні тропічні ліси підіймаються схилами прибережних гір приблизно до відмітки 50 м. Основними рослинами в прибережному лісі є ерітрина бура (Erythrina fusca), кокосова пальма (Cocos nucifera) і аннона гладка (Annona glabra). Трав'яний покрив складається з папоротей і рослин родин мальвових і бобових.

#### Гірські тропічні ліси
Гірські тропічні ліси підіймаються по схилах прибережних гір до позначки 500 м і складає рослинний покрив внутрішньої, рівнинної області. Найпоширенішими представниками рослинності цього типу є три ендемічних види: вид залізного дерева урікі (Sacoglottis holdridgei), один з видів авокадо (Ocotea insularis), а також цекропія діамантова (Cecropia pittieri). Тут поширені також епіфіти, що обплітають дерева та звисають униз, перетворюючи ліс у вельми важкопрохідний, — це орхідні, папороті, бромелієві (найвідомішим з яких є ананас), пальми, рузвельтія Франкліна (Rooseveltia frankliniana), а також кілька видів мохів. Трав'янистий покрив утворюють в основному папороті різних видів, серед інших Cyathea armata і Danaea media.

#### Гірські туманні тропічні ліси
Гірські туманні тропічні ліси ростуть лише на вершині гори Серро-Іґлесіас. Основними рослинами цього типу лісів є дерева з родини миртових.

### Фауна

#### Острівна фауна

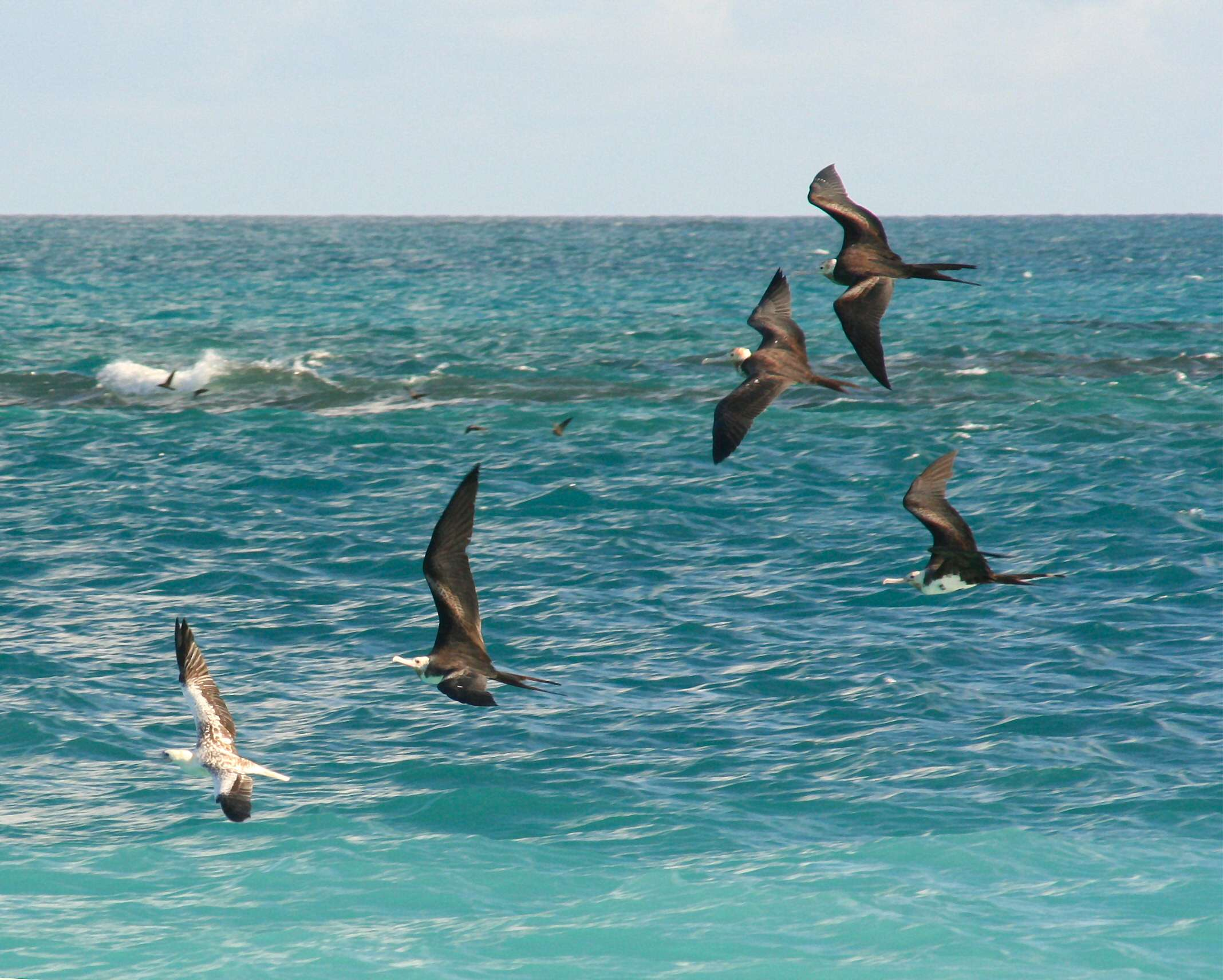
Фрегати

Наземна фауна острова відносно бідна. На острові мешкає понад 400 видів комах, з яких 65 (близько 16 %) є ендеміками цього острова. Особливо численні й різноманітні метелики й мурахи. Крім того, є багато видів павуків (серед них павук Wendilgarda galapagensis, що живе виключно на острові Кокос), мокриць і багатоніжок, деякі з яких отруйні.
Острів Кокос є домівкою для двох видів ящірок — Sphaerodactylus pacificus і Norops townsendii. Обидва види трапляються тільки тут. Земноводні на острові не зафіксовані.
На острові гніздиться близько 90 видів птахів. На острові й навколишніх надводних скелях розташовані гніздові колонії багатьох морських птахів, зокрема бурої (Sula leucogaster) і червононогої (Sula sula) олуші, великого фрегата (Fregata minor), білого (Gygis alba) і звичайного дурного (Anous stolidus) крячків. 7 видів птахів мешкає в глибині острова, три з них поширені тільки тут: кокосова мухоловка (Nesotriccus ridgwayi), кокосова зозуля (Coccyzus ferrugineus) і кокосовий в'юрок (Pinaroloxias inornata).
На острові проживають 4 види наземних ссавців: олені, свині, кішки і щури та один вид отруйних змій — бура бойга (Boiga irregularis). Всі вони були інтродуковані, тобто навмисно або випадково завезені на острів людьми. Уряд Коста-Рики намагається обмежувати розповсюдження цих тварин, оскільки вони порушують стійкість місцевої екосистеми. Зокрема, з вини щурів гине до 90 % пташиних виводків.

#### Морська фауна

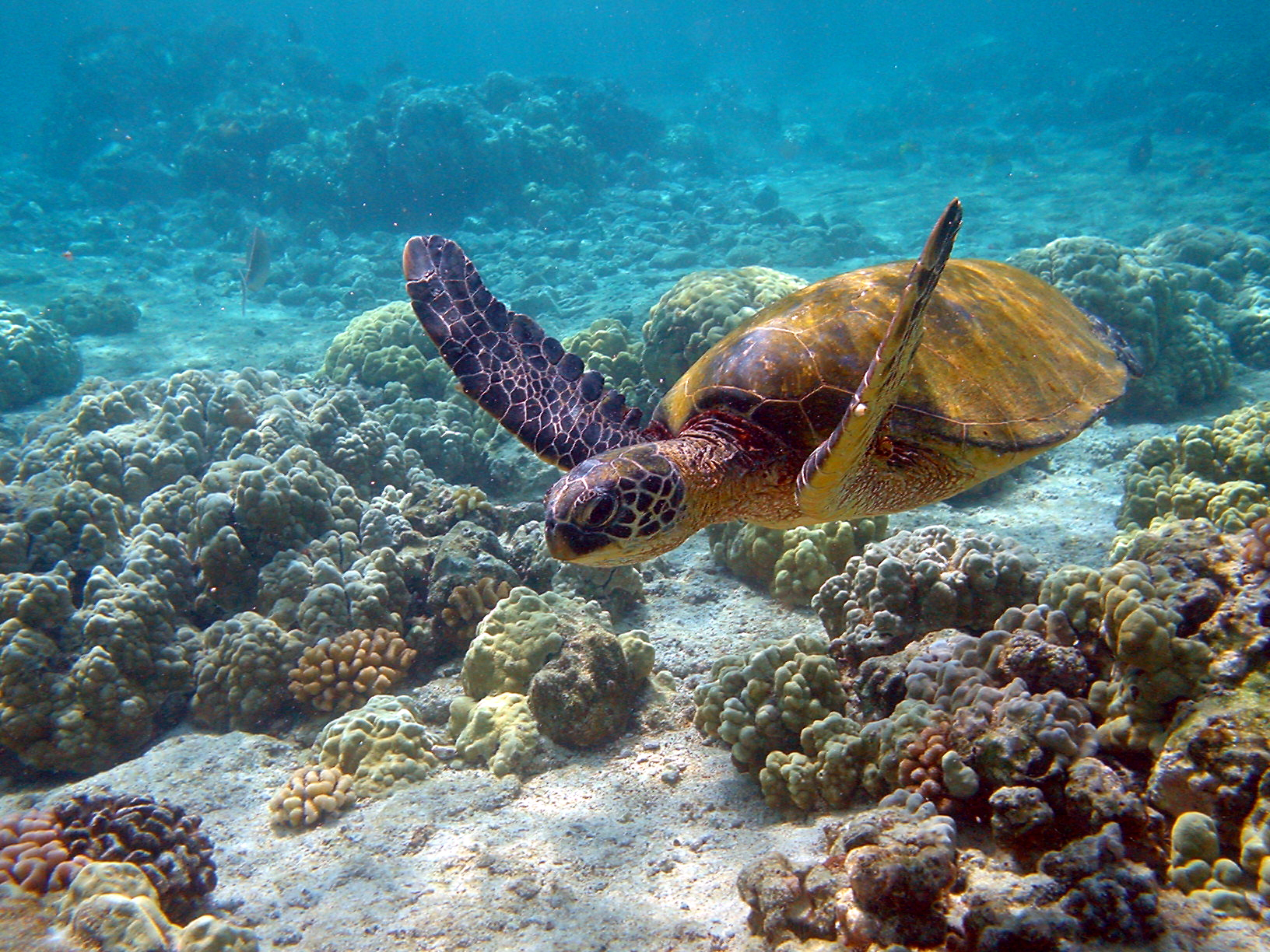
Зелена морська черепаха

Морська фауна прибережних вод острова відзначається багатством видів та чисельністю популяцій. Теплі тропічні води, колонії коралів, підводні гори, вулканічні печери — все це дає притулок і прожиток для 600 видів молюсків, 57 видів ракоподібних та понад 300 видів риб, серед яких варто відзначити жовтоперих тунців (Thunnus albacares), мант (Manta birostris), риб-вітрильників (Istiophorus platypterus), бронзових риб-молотів (Sphyrna lewini) і нарешті китових акул (Rhincodon typus), що вважаються найбільшими в своїй родині. Самих коралів нараховується 32 види, з яких найпоширеніший Porites californica. На невеликих глибинах (до 8 м) також поширений Pocillopora robusta, а на більших глибинах, особливо в районі острівця Мануеліта — Tubastrea aurea.
У прибережних водах також водяться горбаті кити (Megaptera novaeangliae), гринди (Globicephala), дельфіни-афаліни (Tursiops truncatus) і каліфорнійські морські леви (Zalophus californianus), білопері (Triaenodon obesus) і сірі (Carcharhinus amblyrhynchos) рифові акули У рифах мешкають восьминоги, мурени, морські черепахи — бісси (Eretmochelys imbricata), зелені (Chelonia mydas) і оливкові (Lepidochelys olivacea) черепахи, риби-папуги.

## Історія
Історію острова Кокос поділяють на шість різних за важливістю й історичним наповненням періодів, що частково перекриваються:
1. Рання історія. Відкриття острова європейцями (близько 1526—1542 років).
2. Піратський період. 17—18 століття. Протягом цього періоду острів слугував базою для піратів, де вони запасалися рибою, прісною водою й деревиною для лагодження суден. Також, згідно з легендою, у цей час острів стає знаменитим «піратським сейфом».
3. Китобійний промисел. Кінець 18 — початок 19 століття. Найменш досліджений період історії острова. За цих часів острів став базою для китобоїв та використовувався для поповнення запасів прісної води, дров і корабельної деревини.
4. Час наукового опису і дослідження. 1791—1932 роки. Починається з відвідування острова натуралістом Алессандро Маласпіною і закінчується подорожжю Аллана Хенкока на моторній яхті «Венеро III». У цей час відбулося інтенсивне картографування острова і його геологічне дослідження, як і дослідження острівної флори і фауни.
5. Колоніальний період. 1879—1912 роки. Протягом цього періоду здійснено спроби перетворити острів на в'язницю, а потім — заснувати на нім сільськогосподарську колонію. Обидві спроби провалилися через слабкий зв'язок із материком і труднощі, пов'язані з виживанням людини в тропічних вологих лісах.
6. Ера пошуків скарбів і туризму. Перша чверть 19 століття-сучасність. На острові шукали скарби близько 300 великих і малих експедицій. Жодна з них (принаймні, офіційно) не оголосила про успіх. Остання експедиція під керівництвом Джона Ходжеса і Леонела Пачеко відвідала острів Кокос 1992 року та, як і багато інших, залишила його з порожніми руками.

### Відкриття

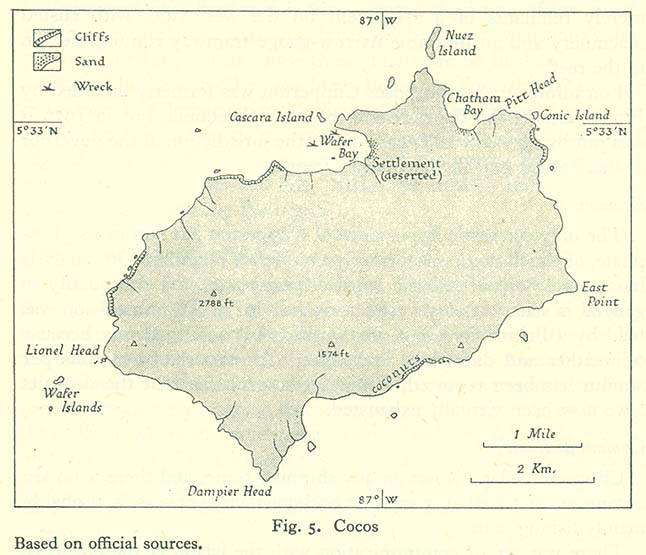
Мапа острова 1943—1945 років

Дослідники не виключають, що острів Кокос був відомий корінному населенню Коста-Рики задовго до відкриття цих земель іспанцями, але прямих доказів цього немає. За свідченням Гонсало Фернандеса де Овьєдо («Загальні відомості про природну історію Індій»), першим з європейців на острові висадився Хуан Кабесас, представник торгового дому Севільї. Кабесас дав острову назву Черепашковий острів Святого Хреста (ісп. Isla de Coques e Isla de Santa Cruz), проте назва, ймовірно, була переплутана або замінена. Точна дата відкриття також невідома, вважається, що це відбулося практично випадково, десь між 1526 і 1542 роками (джерела значно розходяться в датах), коли острів вперше з'явився на французькій карті Ніколя Дельєна (Nicolas Desliens) під назвою Черепашковий острів (фр. Ysle de Coques). Ця подія залишилася практично непоміченою, іспанська імперія не вважала кинутий в океані пустельний острів стратегічно важливим для освоєння нових земель.

### Піратський період
Починаючи з 17 століття, пірати, за негласної підтримки британського уряду, який намагався послабити іспанську монополію на торгівлю з Америкою, почали користуватися островом як базою для нападів на міста та кораблі тихоокеанського узбережжя Америки та місцем відпочинку після операцій. Серед них були, зокрема, такі відомі особи як Вільям Дампір і Лайонел Вейфер. Цього періоду стосуються численні легенди, пов'язані зі схованими на острові скарбами.

### Китобійний промисел
Час активного відвідування острова американськими китобоями припадає на кінець 18 — початок 19 століття. Цей період достатньо описано, проте наявні документи поки що чекають досконального вивчення і публікації.
Головним об'єктом здобичі, ймовірно, служили гринди і горбаті кити, досить численні в цих водах. Сам острів використовувався для тимчасових стоянок, щоб запастися прісною водою, деревиною для лагодження суден, дровами.
За легендою, саме китобої зняли з острова одного з перших невдах — шукачів скарбів: капітана Кіттінга.

### Період наукового опису та картографування острову

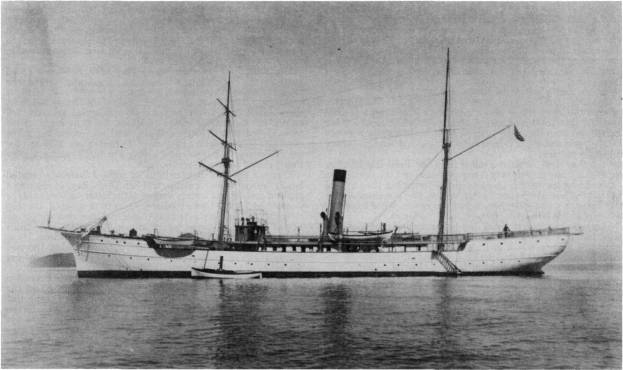
Дослідницький корабель Департаменту Рибальства «Альбатрос» невдовзі після дослідження острова

Наприкінці 18 століття Іспанська корона взялася за розв'язання проблеми картографування й опису заморських колоній. Через це в Південну Америку (і серед іншого — на острів Кокос) на двох суднах, «Діскубьєрто» (ісп. Descubierto — «Відкриття») і «Атревідо» (ісп. Atrevido — «Сміливий»), була надіслана експедиція Алессандро Маласпіни. Оскільки пізніше за наказом іспанського короля Маласпіні довелося змінити маршрут і податися на північ, експедиція зуміла зробити лише картографування острова й зібрати обмежену геологічну колекцію.
Наступним зупинився на острові Кокос сер Джордж Ванкувер, який за наказом Британського Адміралтейства на кораблях «Діскавері» (англ. Discovery — «Відкриття») і «Чатем» (Chatham) у 1795 році вирушив на пошуки Північно-Західного проходу. Експедиція виконала картографічне знімання й склала детальну карту острова.
Далі на острові з'явився Едвард Белчер на кораблях «Сулфур» і «Старлінг», його експедиція визначила температуру води і здійснила проміри глибин.
За дорученням Департаменту Рибальства США в 1888 році на судні «Альбатрос» (Albatross) до острова дістався морський зоолог Александер Аґассіс. Пізніше його колекція була передана Музею порівняльної зоології в Гарварді.
Орнітологічна експедиція Хопкінса-Стенфорда на кораблі «Джулія Волен» (Julia Whalen) у 1899 році відкрила на острові три види птахів-ендеміків — кокосового мухоїда, зозулю і в'юрка.
У 1905 році острів відвідала ентомологічна експедиція, надіслана Каліфорнійською академією наук на судні «Академія» (Academy), по дорозі до Галапагоських островів, і зібрала значну колекцію місцевих комах, та повернулася додому вже після руйнівного землетрусу в Сан-Франциско.
У 1924 році тут з'явилася експедиція, надіслана Британським музеєм на кораблі «Сент-Джордж» (Saint Georges).
Також острів двічі відвідав мільйонер Вільям Кіссам Вандербільт II на своїх яхтах «Ігл» (Eagle — «Орел») і «Ара» (Ara) в 1921—1928 роках під час своїх навколосвітніх подорожей. У 1930 році тут побував Вінсент Астор на кораблі «Нормал» (Nourmhal). Варто згадати мільйонера і морського зоолога Аллана Хенкока, що відвідав острів на моторній яхті «Велеро III» (Velero III) 1932 року. Йому вдалося зібрати багату колекцію морських ракоподібних.

### Спроби заснувати колонію

Август Гісслер

Острів Кокос офіційно не мав власника до 1869 року, коли президент Коста-Рики Хесус Хіменес Самора (іменем якого зараз названа друга за висотою гора острова) надіслав до острова експедицію з метою проголошення костариканської власності на нього. У вересні 1869 року острів офіційно увійшов до складу цієї країни.
Практично нічого не відомо про спробу перетворити острів на в'язницю. Колонія, що складалася із засланців, змогла проіснувати тут лише три роки, — 1879—1881, імовірно, через слабкий зв'язок із материком, а також через отруйних змій і комарів-переносників жовтої гарячки.
1897 року костариканський уряд призначив німецького шукача скарбів Августа Ґісслера першим губернатором острова Кокос і дозволив йому створити там сільськогосподарську колонію. Гісслер прямував на острів із твердим переконанням, що там зберігаються скарби інків. У пошуках він діяв методично і неквапом.
У першу чергу Ґісслер заснував ферму, де можна було вирощувати овочі й заготовлювати про запас океанську рибу. Після цього острів було розбито на сто квадратів, кожен з яких Ґісслер методично розкопував до скельної породи. Цій роботі він присвятив майже 20 років, знайшовши лише жменю іспанських золотих дублонів, викарбуваних 1788 року. Можливо, це переконало Ґісслера в безплідності подальших спроб, можливо, після смерті дружини він не побажав там залишатися, але через двадцять років Ґісслер залишив острів із налагодженим господарством його мешканцям та подальшим золотошукачам.

## Легенди острова Кокос

#### Золото інків
1532 року імперію інків Тауантінсую завоювали іспанці на чолі з Франциско Пісарро. Загальновідомо, що передусім конкістадорів привертало золото, перш за все золото Куско, священної столиці інків, якого в цьому місті було більш ніж достатньо. Підраховано, що як податки, дари та військова здобич сюди щорічно потрапляло близько 15 тисяч арроб золота (одна арроба — це приблизно 11,4 кг), тож за час існування імперії в її столиці повинно було скупчитися за різними оцінками від 50 до 100 тисяч тонн цього металу. За законами Тауантінсую, золото, що потрапило до Куско, вже не підлягало вивезенню, що збільшувало його запаси.
За часів храмових свят, таких як Інті-Раймі, 50 тис. воїнів інків озброювалися найкращими мечами, палицями й щитами, часто зробленими з чистого золота. Величезний золотий ланцюг охоплював центральну площу міста, у свята придворні та гості міста танцювали, тримаючи його в руках. Тільки для того, щоб підняти той ланцюг, потрібно було 200 сильних чоловіків.
Ось як описує один із супутників Пісарро так званий «золотий сад», один із шедеврів індіанського мистецтва, який зрештою було переплавлено в зливки як здобич Іспанської корони:
|  | У саду цьому було висаджено красиві дерева й чудові квіти і запашні трави, які тільки росли в цьому царстві. Багато з них було відлито із золота й срібла, причому кожна рослина зображена не один раз, а від маленького, ледве помітного над землею пагону, до зрілого куща в його повний розмір. Там ми бачили поля, засіяні кукурудзою. Її стебла були зі срібла, а качани — з золота, і все це було зображено так правдиво, що можна було розгледіти листя, зерна і навіть волоски на них. На додачу до цих чудес, у саду інків були всілякі тварини, відлиті з золота й срібла, такі як кролики, миші, змії, ящірки, метелики, лисиці й дикі кішки. Знайшли ми там і птахів, що сиділи на деревах так, немов ось-ось збиралися заспівати, інші ж ніби погойдувалися на квітах і пили квітковий нектар. І були ще там золоті козулі й олені, пуми й ягуари, усі тварини й у малому, і в зрілому віці, і кожна з них займала відповідне місце, як це й личило її природі. |

Попри справді величезну здобич, захоплену в Куско, іспанці були впевнені, що левова частка скарбів вислизнула з їх рук. За легендою, перед стратою бог-імператор інків Атауальпа, зумів передати прислужникові свій останній наказ — кіпу з 13 вузлів, прив'язаних до бруска золота. Після цього, золота здобич іспанців практично звелася до нуля.
Так це чи не так — невідомо, проте документально зафіксовано інший факт — після завоювання Тауантінсую Інка Манко II, зустрівшись з іспанським послом, висипав перед ним на стіл келих кукурудзяних зерняток, і, піднявши одне з них, сказав, що це — золото, яке дісталося іспанцям. Інші зерна — заховані в тайники й печери золото інків. Манко запропонував це золото іспанцям, за умови, що вони назавжди залишать Перу. Посол, проте, був вимушений відкинути цю щиру угоду.
Август Гісслер, засновник сільськогосподарської колонії на острові Кокос, наполегливо дотримувався думки, що скарби інків (або їх істотна частина) приховані саме тут. Невідомо, що стало підґрунтям такого сміливого твердження, ніяких документальних підтверджень йому не немає, а сам Гісслер після 20 років безплідних пошуків вимушений був залишити острів майже з порожніми руками.

### Генрі Морган
Другий за часом скарб за легендою належить відомому пірату британцю Генрі Моргану, що сховав його там у другій половині 17 століття. 1668 року він захопив панамське портове місто Портобело, де збиралося іспанське золото перед відрядженням до метрополії. Протягом наступних трьох років його військовою здобиччю стали міста Маракайбо і Панама. Розграбувавши ці міста, він навіки здобув славу легендарного пірата. На відміну від багатьох інших, Морган скрупульозно відраховував належну частину здобичі англійському королеві Карлу II, за що наприкінці своєї піратської кар'єри був зведений до рангу лицарів і призначений віцегубернатором Ямайки. Легенда свідчить, що через деякий час Карлу II донесли, що Морган, однак, приховував більшу частину награбованого золота й зарив його на острові Кокос. Король Англії «викликав» короля піратів до Лондона, де хотів дізнатися про таємницю скарбу. Але Морган зумів надати королеві вичерпні докази помилковості зведених на нього звинувачень. 1688 року «король піратів» і «державний діяч» помер. Таємниця його скарбу на острові Кокос досі залишається нерозгаданою.

### Едвард Девіс
Третім піратом, хто міг сховати на острові скарби, був буканьєр Едвард Девіс. На своєму кораблі «Втіха парубка» (Bachelor's Delight) він відвідував острів щонайменше двічі, 1684 та 1702 року, хоча, імовірно, він здійснив значно більше подорожей до острова. За легендою, після успішного пограбування іспанських поселень на узбережжі Перу й Чилі в останні роки 17 століття, він заховав на острові 300 тис. фунтів (135 тонн) брусків срібла. Іншого разу він залишив на острові «733 бруски золота, 7 бочок золотих монет та велику кількість церковних коштовностей».

### Вільям Дампір

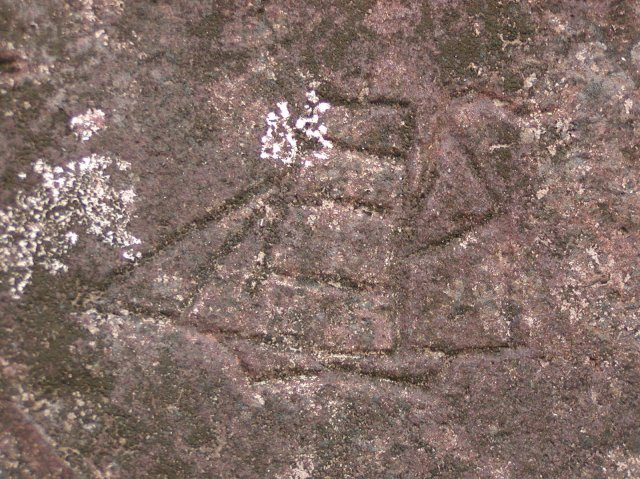
Зображення корабля, вибите на скелі. За легендою — орієнтир для пошуку скарбу

Вільям Дампір — знаменитий пірат, океанограф і літератор. Своїм улюбленим місцем у світовому океані він називав Карибське море, як виявилося, далеко не даремно. Після кількох успішних набігів на прибережні поселення, він висадився на острові Кокос, який надалі став його резиденцією. Тут пірат ховав більшу частину награбованого золота. Іспанський король пообіцяв великі винагороди за голови найвідоміших піратських ватажків, серед яких був і Дампір. Але це тільки заохотило піратів — висадки на узбережжя залишалися частими, а надра острова Кокос, за легендами, поповнилися золотими злитками.
Пізніше Вільям Дампір залишив небезпечну зону й подався до Індійського океану. По дорозі він відкрив групу невідомих раніше островів. 1691 року колишньому пірату Англійською короною було надане звання лицаря і він остаточно осів у Лондоні.

### Беніто Боніто
Ще одним піратом, що вибрав своїм притулком острів Кокос, був колишній капітан англійського королівського флоту Александер Грехем, що взяв собі псевдонім Беніто Боніто. Він підняв на реї «Веселий Роджер», коли за легендою порвав з адміралом Нельсоном після того, як Грехема обійшли в чинах і нагородах після Трафальгарськой битви. У 1819 році, разом з бандою головорізів, Беніто висадився на материку, захопив конвой із вантажем золота, що прямував з центральних районів Мексики до Акапулько, і повернувся на острів. Там, у неприступному з моря гроті, пірати Боніто влаштували надійну схованку, потрапити до якої можна було лише через вузький хід, пробитий униз у скелях, із майже непролазних тропічних чагарників. 1820 року Боніто на прізвисько «Кривавий Клинок» було повішено на реї англійського військового корабля.

### Скарб Ліми

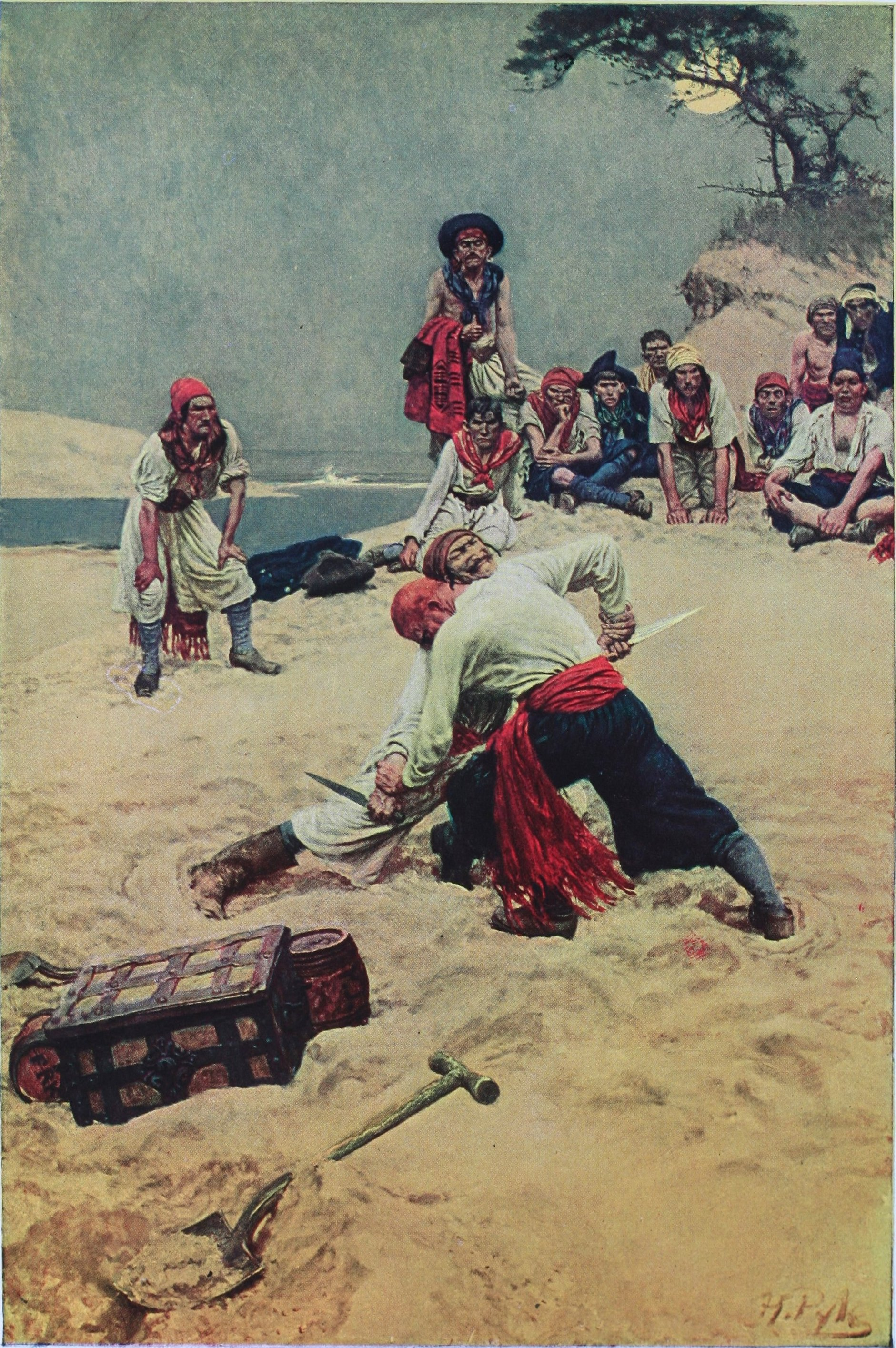
Деліжка. Ілюстрація з «Книги Піратів» Говарда Пайла

Найвідомішою в історії острова Кокос стала так звана легенда про «Скарб Ліми», що стосується часів війни за незалежність Перу. У ті часи, під час наступу генерала Хосе де Сан-Мартіна, в головному порту колонії, Каяо, скупчилися цінності знатних іспанських біженців, які було вирішено разом із державними й церковними цінностями відправити до метрополії. Серед іншого називається статуя Святої Діви з немовлям в руках, розміром у зріст людини, відлита із золота. Завдання доручили англійському капітану Вільяму Скотту Томпсону, чиє судно «Мері-Дір» (Mary Dear — «Дорога Мері») у той час стояло на якорі в порту Каяо. Іспанці обіцяли корсарові велику винагороду, нібито приховавши при цьому, що саме вони вантажать на судно. Офіційно було оголошено, що йдеться про державні документи, до яких була приставлена численна іспанська охорона. Але обхитрити Томпсона не вдалося. Пізно вночі охорону було знищено, якірний канат обрубано, і бриг вийшов у відкрите море. Вранці втікачів спохопилися й за ними було надіслано військовий корабель. Наздогнати судно Томпсона йому вдалося в бухті Вейфер острова Кокос, проте скарбів у трюмах уже не було.
Іспанці повісили всіх, окрім Томпсона і його старшого штурмана. Їх повезли в панамську в'язницю, де тортурами збиралися вибити з них визнання. Але по дорозі штурман помер, а капітан беріг таємницю скарбу, не без підстав вважаючи, що лише так він збереже собі життя.
Хвиля визвольної боротьби докотилася до Панами 1821 року. Серед відпущених на волю в'язнів іспанських в'язниць опинився і Вільям Томпсон. Він перебрався до Канади, де багато років прожив на Ньюфаундленді, поступово збираючи гроші, щоб вирушити на острів Кокос і викопати скарб, єдиним володарем якого він у той час залишався. Томпсон уклав угоду з капітаном Кіттінґом і нібито поділився з ним таємницею, проте, перед самим плаванням важко захворів і, вмираючи, віддав Кіттінґу карту острова з координатами потаєної печери.
Експедиція Кіттінґа досягла острова. Капітан і його новий компаньйон Боуґ намагалися приховати від команди мету відвідування острова. Під приводом полювання вони удвох зійшли на берег, але цим викликали підозру. Матроси за їх відсутності обшукали капітанову каюту, знайшли мішок із коштовними каменями, і коли компаньйони повернулися на судно, команда, що збунтувалася, зажадала від них «чесного» поділу. Кіттінґ і Боуг для годиться погодившись, але вночі залишили судно й сховалися в печері на березі. Моряки обшукали весь острів, але марно, поділили знайдені в каюті діаманти й підняли вітрила. Через деякий час китобійне судно, що зупинилося на острові, щоб поповнити запас прісної води, підібрало на березі змучену людину. Це був капітан Кіттінґ. Він розповів, що його команда, піднявши заколот, захопила бриг, а він вимушений був рятуватися втечею на острів. Про Боуґа Кіттінґ не згадував. Припускають, що він убив Боуґа в печері під час поділу скарбу. Із китобоями Кіттінґ повернувся до Ньюфаундленду, привізши з собою мішечок коштовних каменів, що забезпечили йому надалі безбідне життя. Запевняють, що все життя він прагнув ще раз відвідати острів Кокос, але з якихось причин не зумів здійснити свого наміру.

## Пошуки скарбів

### Відомі експедиції
Перша експедиція шукачів скарбів прибула до острова в першій чверті 19 століття та ознаменувала початок новітнього періоду його історії. Відтоді на пошуки скарбів на Кокос їх було споряджено понад 300. Інтерес до «острова скарбів» з часом то затухав, то спалахував знову.
Карта Томпсона, яку за легендою він залишив перед смертю своєму другу Кіттінґу, а той передав своєму старшині Ніколя Фіцджеральду, багато разів копіювалася і перепродавалася, але, наскільки відомо, ще нікого не привела до успіху. Врешті-решт, в ній стали з'являтися різночитання, викликані помилками копіювання і прямою фальсифікацією — в одних варіантах копії «золота» печера була позначена біля підніжжя однієї з гір у глибині острова, в інших — у підводному гроті, у третіх — під землею. На перепродажах «піратської карти» наживалися непогані капітали, тепер її пропонують навіть в Інтернеті. Після безпосередніх клієнтів Фіцджеральда, що перепродував карту під приводом, що йому не під силу зібрати кошти для пошуків скарбу, настало затишшя до середини століття.
Знов інтерес до скарбів острова Кокос спалахнув після появи в Сан-Франциско Мері Велч, що видавала себе за подружку «Кривавого Клинка». Згідно з її розповіддю, Беніто Боніто викрав 18-річну Мері з дому, кілька років вона провела з ним у плаванні на його бригу «Релампаґо», аж доки піратський корабель не захопили англійці. Після того, як Боніто стратили, Мері засудили до каторги; звільнившись, вона вирішила організувати спілку, щоб вирити скарб, захований практично у неї на очах. Мері мала з собою ще одну піратську карту, за її словами, передану їй самим Боніто. Пайовики знайшлися порівняно легко, і 1854 року Мері Велч прибула на острів Кокос на пароплаві «Френсис Ел Стіл». Проте, походивши по острову, вона оголосила, що відтоді місцевість дуже сильно змінилася. Пайовики вирішили все ж таки не відступати і продовжили пошук наосліп, проте, пробивши в скельній породі близько десятка тунелів і шахт, нічого не знайшли. Спілка лопнула, проте Мері Велч зуміла нажити на своїх розповідях і продажі чергової «піратської карти» непогане багатство, що дозволило їй безбідно прожити до кінця своїх днів.
1926 року на острові побував знаменитий автоперегонник Малькольм Кемпбелл, озброєний черговою копією «карти Томпсона». Вважається, що він вклав в організацію експедиції 40 тисяч доларів власних коштів, але вже через місяць покинув острів із порожніми руками.
Данину пошукам скарбів віддав і американський мільйонер Вільям Кіссам Вандербільт II, але і його зусилля пропали даром.
Тричі острів відвідував навіть президент США Франклін Рузвельт (у 1935—1940 роках), але не для пошуку скарбів, а для відпочинку. Поки президент відпочивав, його охорона і помічники обшукали весь острів (жартуючи один над одним — «Що ти робитимеш, коли викопаєш горщик золота?») і, звичайно ж, скарбів не знайшли.
У середині 20 століття на острові з картою Томпсона п'ять разів побував цитрусівник Форбс із Каліфорнії. Форбс вважав знаменитого пірата своїм предком. Продавши ферму та сподіваючись на швидке збагачення, всі кошти вклав в організацію пошуків. Проте і 1950 року його остання поїздка на острів закінчилася нічим.
Тричі сюди приїжджав англієць Альберт Едвардс. Він припинив пошуки 1953 року, заявивши журналістам:
|  | Я радий хоч би тому, що залишився живий. Адже далеко не всім так пощастило. Одних наздогнала смерть у бурунах при спробі висадитися на берег, інші впали від рук убивць, треті померли від укусів отруйних змій або стали жертвами тропічної лихоманки. |

Справді, дехто з шукачів легкої наживи знайшов тут свій кінець. Найвідоміша з трагедій відбулася влітку 1962 року, коли на острів Кокос висадилася група французів — шукачів скарбів: спелеолог Робер Верн, журналіст Жан Портелл і письменник Клод Шарльє. Вони широко розрекламували свої плани пошуків піратського золота, сподіваючись, що якщо навіть скарбів не буде, то гонорари за надруковану про пригоди книгу, теле- і радіопередачі перевищать витрати. Але сталося непередбачене: коли вони оглядали грот, що виходив у море в бухті Чатем, несподівано заглухнув мотор, а весла лежали на дні човна, придавлені наметом, дістати ж їх не було часу. Хвиля, що набігла збоку, перекинула човен, Верна викинуло на скелі, а двоє його друзів потонули. Тільки через два місяці судно, що випадково проходило повз острів, зняло Верна з острова.

### Скепсис
Острів Кокос став знаменитим завдяки піратським скарбам, нібито залишеним тут у «золоту епоху» піратського промислу. Проте понад 300 невдалих експедицій для їх пошуків залишилися ні з чим, що напрошується висновок, що ці легенди скоріш за все є не більш ніж вигадками, в основі яких лежать лише уривчасті спогади і вічна тяга людей до таємничого.
Про скарб інків загалом немає жодних відомостей, окрім переконаності Августа Ґісслера, що вони заховані на острові Кокос. Звідки Ґісслер узяв цю інформацію — невідомо, проте, його двадцятирічна епопея і особливо її результат говорять самі за себе.
Щодо Генрі Моргана, то немає жодних документів, що вказували б на його плавання у водах Тихого океану. Всі документи, що збереглися, переконують, що всі свої нальоти пірат зробив в Атлантичному океані (переважно Карибському морі); на той час лише Френсіс Дрейк зумів обігнути Америку і піти від іспанських військових кораблів. Ймовірно, людська уява підхопила смутну, засновану на припущеннях чутку, і перетворила її на легенду про скарб Моргана.
Щодо Беніто Боніто, то історія Мері Велч часто критикується за непогодженості, наприклад, за різними версіями її легенди, вона була схоплена піратом між 1805 і 1818 роками у віці 18 років, тоді як 18 за документами їй виповнилося лише 1820 року. Хоча цю розбіжність можна пояснити забудькуватістю та ненадійними документами, проте головним в оцінці її історії є те, що всі відомості про її роль у житті пірата засновуються на її власних розповідях. Можна припустити, що вона вигадала свою історію від початку до кінця, бажаючи нажитися на продажі «піратської карти», що їй зрештою вдалося.
Не краще і зі «скарбами Ліми». Ніде в іспанських архівах, що збереглися, немає згадки про вантаження скарбів на англійське судно або надсилання фрегата за Томпсоном на острів Кокос. Більш того, двометрова статуя Діви Марії з немовлям, нібито захована в одному з тайників, і понині стоїть в кафедральному соборі Ліми, причому, як запевняють церковні посадовці, ніколи його не залишала, а армія генерала Сан-Мартіна не робила замахів на церковне майно. Тому логічно припустити, що і ця історія вигадана від початку до кінця.
Єдиним, хто справді відвідав острів Кокос, був Вільям Дампір. Його корабель «Утіха парубка» щонайменше двічі зупинявся в бухті Вейфер, названій на честь його корабельного лікаря Лайонела Вейфера. Проте знову немає жодних доказів, що Дампір залишав тут якісь коштовності.

## Національний парк

### Заснування та статус
Докладніше див.: Острів Кокос (національний парк)
За свої унікальні природні характеристики острів був проголошений національним парком під назвою «Національний парк Острів Кокос» (ісп. Parque National Isla del Coco) наказом виконавчої влади уряду Коста-Рики № 08748-A в 1978 році. 1982 року наказ був підтверджений парламентом у законі № 6794, а у водах біля острова був заснований морський резерв із такою ж назвою. 1991 року наказом виконавчої влади № 20260 територія парку була розширена, охоплюючи акваторію на відстані до 15 км від острова. Вся ця зона була проголошена територією «абсолютного захисту», тобто було повністю заборонено використання ресурсів моря, комерційну, промислову та сільськогосподарську діяльність. У 1995 році території був наданий статус природоохоронної території наказом № 24652. 1997 року на 21-ій сесії ЮНЕСКО занесла національний парк до списку Світової спадщини.
Рішення про надання статусу об'єкта Світової спадщини було ухвалене згідно з критеріями ix («об'єкт є видатним зразком екологічних або біологічних процесів в еволюції і розвитку земних, прісноводних, берегових і морських екосистем і рослинних і тваринних спільнот») і x («об'єкт включає найважливіше або значне природне місце існування для збереження в ньому біологічного різноманіття, зокрема загрожених видів виняткової світової цінності з погляду науки»). У списку Світової спадщини острову був присвоєний номер 802.

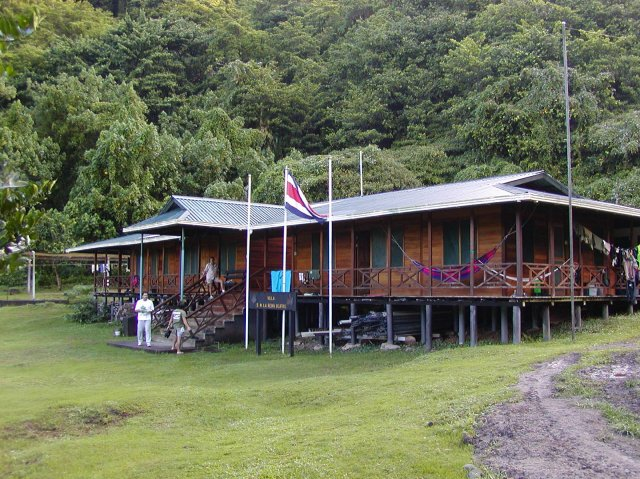
Головний будинок працівників парку

За станом екосистеми острова і правилами перебування відвідувачів постійно стежить група з дев'яти костариканських спостерігачів, для яких було побудовано два будинки, — у бухті Чатем (повністю перебудований у 1993 році) і в бухті Вейфер. Крім того, відповідальність за стан екосистеми несуть директор національного парку, його заступник і троє адміністраторів.
У період 1995—1997 років на підтримку екосистеми острова і потреби безпеки було витрачено 1 040 000 доларів США, ще 250 000 було виділено для покриття необхідних витрат у 1998 році.
Крім адміністрації парку, охороною природи на острові, його дослідженнями та поширенням інформації про нього займається Фонд друзів острова Кокос (ісп. La Fundación Amigos de la Isla del Coco, FAICO), створений у 1994 році законом Коста-Рики. Це незалежна неприбуткова неполітична та багатобічна організація, головною метою якої є довгострокове збереження острова та його екосистем у недоторканому стані.

### Наукова цінність і дослідження
Острів Кокос унікальний тим, що це єдиний острів у східній частині Тихого океану, вкритий вологим тропічним лісом. Екваторіальна протитечія, що огинає острів, і складна система зв'язків між землею й океаном, роблять острів унікальним з погляду біологічної науки. Через відірваність від материка на острові склалася унікальна, єдина у світі система рослинних поясів, видів риб і молюсків, які вибрали собі будинком прибережний кораловий риф. На острові гніздиться багато морських і перелітних птахів.
На острові постійно ведуться наукові дослідження — вивчаються місцеві пташині колонії, комахи, рослини. Також тут ведуться кліматологічні й океанографічні дослідження.

### Загрози для екосистеми острова

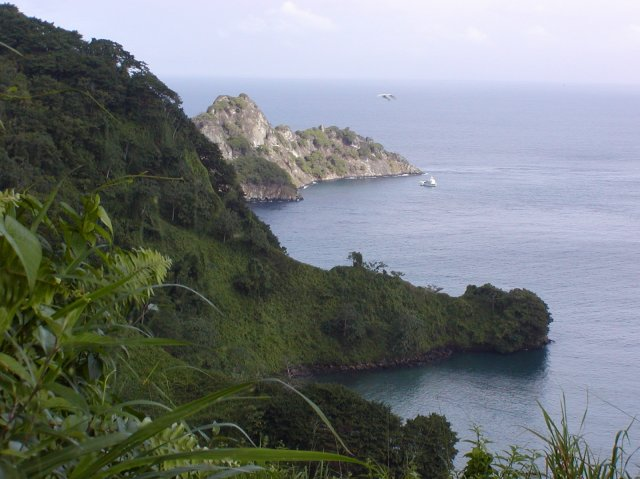
Острівець Мануеліта біля острова Кокос

Окрім пошуків скарбів, що завдали значний збиток унікальній екосистемі острова Кокос, тепер на перший план виходить браконьєрський вилов риби. Ця проблема підсилюється тим, що персонал парку занадто малий та не має достатньої кількості швидкісних човнів для повного контролю акваторії парку. На особливу небезпеку наражаються акули — оскільки акуляче м'ясо у Коста-Риці вважається вишуканими ласощами, а особливу цінність для гурманів мають акулячі плавці, з яких готується особливого виду суп. Уже в порту Пунтаренас плавці легко збути по 30 доларів, так що більшість місцевих браконьєрів, зацікавлених у швидкій і легкій наживі, просто відрізують плавці виловленим акулам, викидаючи туші за борт. Побоюються, що проблема для острова Кокос може стати особливо гострою, оскільки уряд Коста-Рики, намагаючись врятувати поголів'я морських мешканців, на 50 % урізав видобуток риби в прибережних водах, і рибалки, що залишилися без джерела доходу, поступово перебираються ближче до острова. Особливу складність проблемі додає те, що інших джерел заробітку у прибережних жителів немає, а сім'ї тут традиційно великі.

### Туризм
Організовані тури до острова розпочалися 1980 року. Щороку острів приймає від 400 до 1100 відвідувачів (це число щороку зростає), причому більшість воліє прибувати сюди з березня до травня. Невеликі катери доставляють туристів з порту Пунтаренас, морська подорож триває близько 36 годин. Зазвичай компанії організують тури згідно з потребами відвідувачів — для дайвінгу, піших походів або їх комбінації. Для потреб туристів у бухтах Чатем і Вейфер обладнано якірні стоянки, є також санітарна служба і душові. Проте на острові немає готелів, а перебування на ньому вночі заборонене.
На острові сезон дайвінгу триває практично весь рік. Острів лежить вище за пояс ураганів, тому вода тут, зазвичай, спокійна і чиста. Проте прибережні води острова Кокос дуже підступні, видимість, сила і напрям течії можуть змінитися за кілька хвилин, тож займатися дайвінгом тут рекомендують тільки фахівцям.